# Каникросс
Каникросс — дисциплина ездового спорта, в которой собака тянет за собой бегущего спортсмена. Относится к блоку бесснежных дисциплин (драйленд). Шнур, соединяющий собаку со спортсменом, прикрепляется к поясному ремню спортсмена. Для новичков является самой простой дисциплиной, так как для начала занятий требуется минимум экипировки.

## Снаряжение

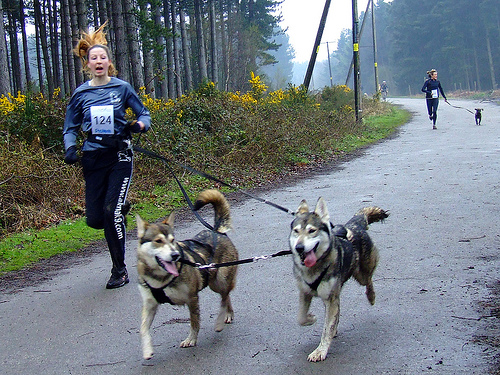
Спортсменка с двумя собаками. Стаффордшир, Великобритания.

Для удобства тренировок, повышения их эффективности и снижения вероятности травмирования обоих участников забега применяется следующее снаряжение:
- специальный пояс для каникросса, который крепится на бёдрах и защищает спину от нагрузок;
- ездовая шлейка, которая с одной стороны не будет сковывать движения собаки, а с другой достаточно крепка, чтобы собака могла тянуть спортсмена по трассе;
- потяг — специальный шнур длиной от 1,5 до 2,5 метров с амортизатором, который соединяет пояс бегуна и шлейку собаки.

## Команды

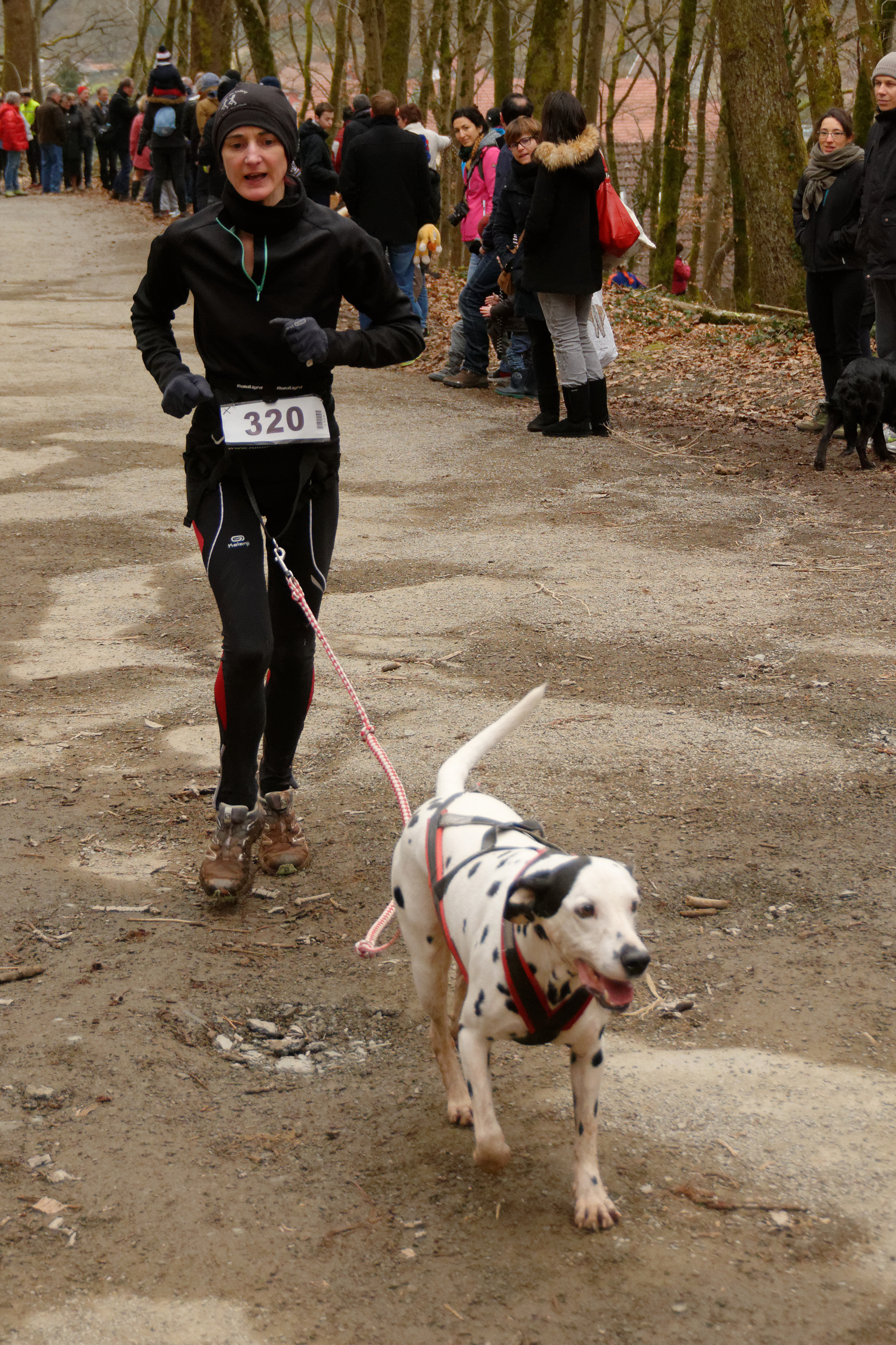
Далматин в правильной ездовой шлейке

Как и в других видах ездового спорта, в каникроссе используются голосовые команды, которые помогают бегуну управлять собакой. Каждый тренер выбирает наиболее удобные для него слова или сочетания звуков. Главное, чтобы они не были похожи друг на друга, были короткими и четко произносимыми даже на бегу.  Наиболее часто используются команды для:
- поворота налево
- поворота направо
- остановки
- движения вперед
- замедления
- ускорения
- увеличения силы рывка
- игнорирования отвлечения[4]

## Породы собак

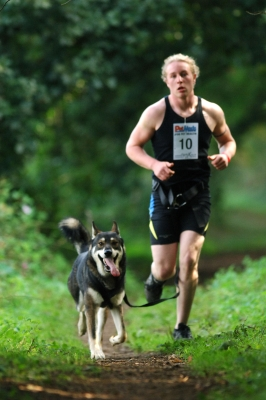
Ездовой метис на трассе каникросса

В каникроссе могут принимать участие как породистые, так и беспородные собаки, а также специально выведенные ездовые метисы. На любительском уровне вы можете заниматься с любой собакой, не имеющей проблем со здоровьем и противопоказаний от ветврача. Однако, следует понимать, что очень маленькая собака не сможет тянуть вас сильно, а у гигантских пород часто бывают проблемы с опорно-двигательным аппаратом, которые могут помешать регулярным эффективным  тренировкам. 
Профессиональные спортсмены отдают предпочтение собакам среднего размера, с хорошей анатомией, развитой грудной клеткой и желанием сотрудничать с человеком. Наибольшей популярностью пользуются: венгерская выжла, веймаранер, сибирский хаски, бордер колли, спортивные ездовые метисы (еврохаунд) и другие.

## Тренировки и соревнования
Как и в любом спорте, тренировочный процесс в каникроссе строится на систематических занятиях с постепенным увеличением нагрузок и на умелом чередовании беговых и дисциплинарных тренировок. Чтобы показывать достойный результат в каникроссе не только человек, но и собака должны быть в отличной физической форме: иметь хороший объем и тонус мышц, выносливость, умение эффективно работать в различных условиях. Грамотный режим тренировок, чередование нагрузок и отдыха, разминки и заминки, а также качественное питание играют огромную роль в результативности спортивной пары в этой дисциплине.

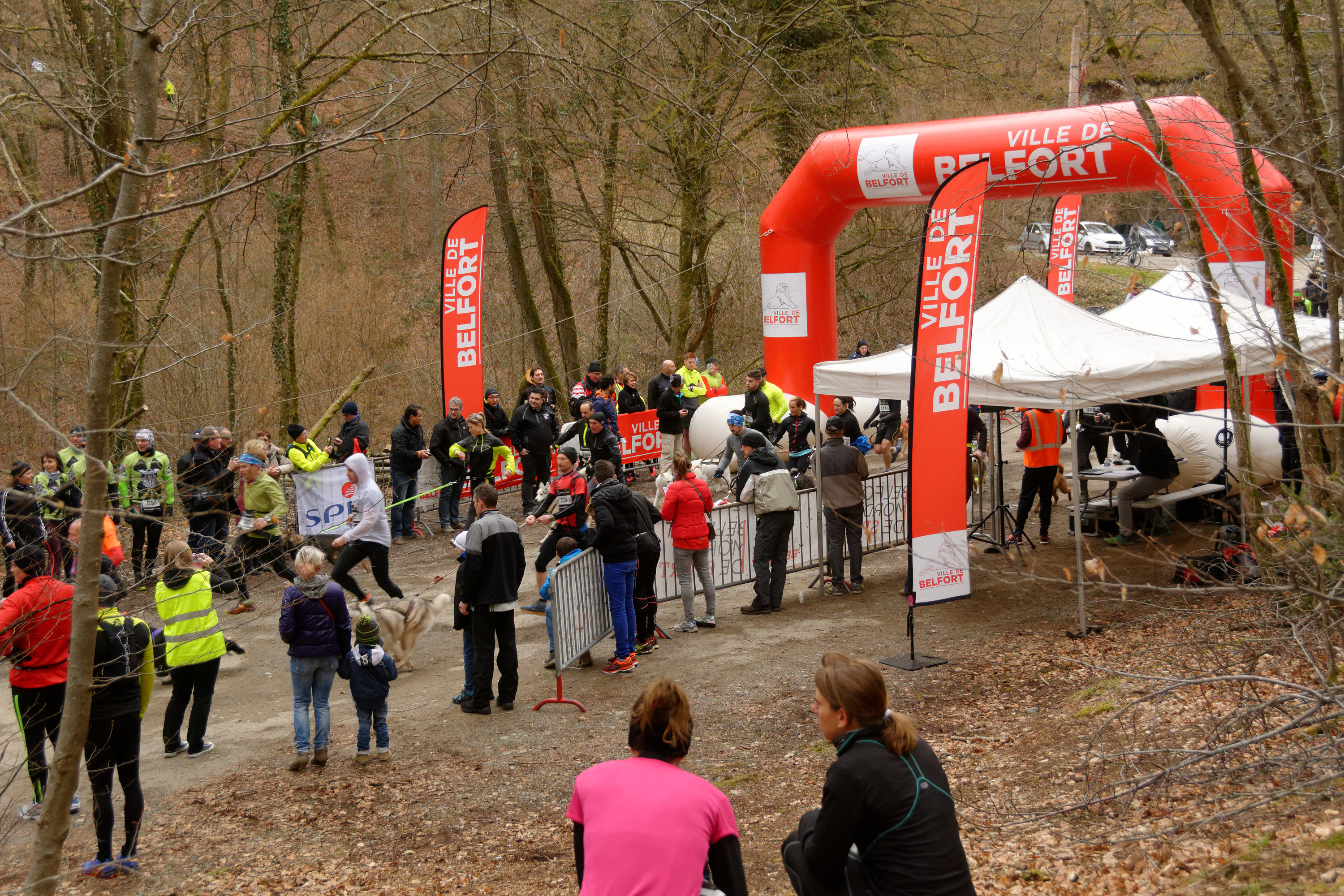
Финиш дистанции каникросса на соревнованиях

На соревнованиях по каникроссу практикуется два вида начала преодоления трассы: масс-старты (все выстраиваются в одну линию и стартуют в одно время), «волны» (группы спортсменов стартуют с одинаковым интервалом) и раздельные старты (с интервалом около 30 секунд). Обычно, это бег по пересеченной местности или грунтовому покрытию. Каникросс не проводят в закрытых помещениях и на асфальтовом покрытии. На соревнованиях спортсмены делятся на мужскую и женскую категории и могут делиться по возрастам.
По каникроссу и другим видам драйленда ежегодно проводится Чемпионат Европы.